# Lionel Luthor
Lionel Luthor es un personaje ficticio del universo de DC Comics, conocido principalmente por su aparición en la serie de televisión Smallville. Fue creado específicamente para dicha serie, interpretado por el actor John Glover, y funciona como una figura central en la narrativa del origen de Superman, siendo el padre de Lex Luthor. A diferencia de la representación tradicional del padre de Lex en los cómics —generalmente conocido como Lionel o Luthor Sr., y caracterizado por su crueldad y ausencia—, esta versión televisiva presenta un personaje complejo, ambicioso y manipulador, cuya relación con su hijo es fundamental para la evolución del antagonista principal de la historia. Lionel Luthor fue posteriormente incorporado en adaptaciones de cómic y otros medios como una figura secundaria dentro del canon extendido de DC.

## En el cómic
En la era de la Edad de plata de los cómics de Superman, el padre de Lex Luthor se llamaba Julios y era un individuo normal que se trasladó junto a su familia a Smallville, donde su hijo, Lex, conoció y se hizo amigo de Clark Kent. Sin embargo, después de que Lex diera un giro en su vida hacia la maldad y el crimen, transformándose en el conocido Lex Luthor, Julios repudia a su hijo, y se va de Smallville con el resto de su familia (su esposa, Arlene, y la joven hermana de Lex, Lena). Tras la vergüenza por la actitud de su hijo, la familia cambia sus apellidos a "Thorul" (un anagrama de "Luthor").
En 2004 salió a la venta una serie de cómics titulados Superman: Birthright en la que la historia de la familia de Lex vuelve a ser alterada otra vez, incorporando elementos similares a la serie de televisión Smallville fusionándolos con la historia realizada en 1986 por Byrne. Ahora según la historia fusionada de Superman, Lex mató a sus padres, pero contrató a un actor para que se hiciera pasar por su padre, Lionel, cuando él se trasladó a Smallville.

## En la serie de televisión
En las series de 1986 realizadas por John Byrne se renuevan los orígenes de Superman, cambiando la historia y el pasado de Lex Luthor. En esta nueva versión, Lionel Luthor muere junto a su esposa e hija en un accidente de tráfico provocado por Lex y por el cual Lex percibe la indemnización del seguro de vida de su padre formando así su empresa LexCorp.
En la serie de televisión Smallville, de la cadena The CW Network, el nombre del padre de Lex Luthor es Lionel. Interpretado por el actor estadounidense de cine y televisión John Glover, Lionel es el fundador y CEO de LuthorCorp.
Lionel Luthor ya no es un hombre tranquilo y moderado sino que comparte muchas características con la versión del cómic de Lex Luthor. Así es Lionel quien arregla las muertes de sus padres, Lachlan y Eliza Luthor (abuelos de Lex), con la ayuda de un criminal Morgan Edge. 
Vagamente se hace referencia al pasado de Lionel durante la serie de televisión. Lionel cuando era niño vivió en Metrópolis en un barrio marginal, siendo Morgan Edge su único amigo en su niñez. El padre de Lionel abusó de él y su madre tenía problemas con la bebida.
Según Lionel, él trabajaba en una vieja imprenta ezar su empresa Industrias Luthor, más tarde conocida como LuthorCorp. Entre el asesinato de sus padres y la fundación de su empresa, Lionel asistió a la escuela Ivy League, donde él cambió su pasado para ocultar la verdad de su propia vida. Este hábito de glorificar sus raíces familiares continuó durante décadas, haciendo creer a Lex que su padre descendía de la nobleza escocesa, Lionel hizo traer ladrillo a ladrillo hasta Smallville un antiguo castillo escocés reclamándolo como herencia de los Luthors. Fue el oráculo de Jor-El para ayudar a Clark, se revela que formó parte de un grupo llamado Veritas que esperaba la llegada de un viajero de otra galaxia, por esto Lionel se encontraba en Smallville el día de la primera lluvia de meteoritos, todos los miembros de Veritas fueron asesinados excepto Lionel, pero Lex lo asesina tirándolo por una ventana de Luthorcorp para robarle una de las llaves de Veritas. En la octava temporada se revela que poseía un diario sobre lo que sucedió en la lluvia de meteoritos y la vida de los 2 niños que aterrizaron ese día.